# هکنی مرکزی
latitudeهکنی مرکزیlongitudeهکنی مرکزی
هکنی مرکزی (به انگلیسی: Hackney Central) یک ناحیه در لندن است که در منطقه هکنی لندن واقع شده‌است.
ایستگاه راه‌آهن هکنی مرکزی که جزئی از متروی زمینی لندن است در این ناحیه قرار دارد.